# Lacosoma perplexa
Lacosoma perplexa is een vlinder uit de familie van de Mimallonidae. De wetenschappelijke naam van de soort is voor het eerst geldig gepubliceerd in 1922 door Schaus.